# Меглинская, Ирина Владимировна
Ири́на Влади́мировна Мегли́нская (род. в Славянске-на-Кубани, род. 1 февраля 1962) — российский специалист в области фотографии, куратор и преподаватель, критик, галерист. Известна также под именем Ирина Пиганова — по мужу, Илье Пиганову.

## Биография
Стажировалась в 1989 году в Национальной школе фотографии в Арле (Франция).
В 1991 году при Центре современного искусства на Якиманке открыла первую в Москве(и России) фотогалерею «Школа». Галерея работала с такими фотографами и художниками как Николай Бахарев, Сергей Шутов, Владимир Куприянов, Юрий Бабич, Мария Серебрякова, Сергей Леонтьев, Алексей Шульгин, Юрий Лейдерман, Вадим Фишкин и другими.
Куратор выставки «Реплика» (1992), посвящённой творчеству Дзиге Вертову, — выставка стала первой видеоинсталляцией в России, представляющей кино в пространстве галерейной экспозиции. В 1993 г. была куратором выставки «Барокко конца века: круг Рубенса — круг Гринуэя» в Музее декоративно-прикладного искусства барона Штиглица (Петербург).
Снялась в роли Леры в фильме режиссёра Ивана Дыховичного «Музыка для декабря» (1994) — по замечанию кинокритика, в этом фильме «известная галеристка Ирина Пиганова бесстрашно изображает пародию на собственную профессию, но, возможно, лишь осведомлённые в арт-жизни Москвы люди смогут оценить виртуозность и кураж этой её работы».
В 1998—2008 гг. возглавляла фотослужбу Издательского Дома «Афиша».
В 2007—2009 гг. была совладелицей фотогалереи «Победа» (вместе с Ниной Гомиашвили).
В 2010 году на Винзаводе открыла галерею «Меглинская».
В конце 2012 года стала фотодиректором интернет-издания Lenta.ru, возглавив службу фото/мультимедиа.
Преподаёт курс «Фоторедактирование» в Школе имени Александра Родченко в Москве.

### Интервью с фотографами
- Текст: Ирина Меглинская. Юрий Козырев. Большой Город. — 2009.
- Текст: Ирина Меглинская. Юрий Рыбчинский: «Я бросил работу и ушел в котельную» // Афиша. — 2008. — № 220.
- Текст: Ирина Меглинская. Юрий Рост: «Мы выпивали, бузили больше, чем сейчас» // Афиша. — 2008. — 10 марта.
- Текст: Ирина Меглинская. Ответы. Сергей Максимишин, фотограф // Афиша. — 2008. — 5 февраля.
- Текст: Ирина Меглинская. Ч/Б. Сергей Леонтьев // Афиша. — 2000. — 25 дек.

### Интервью
- Текст: Ирина Меглинская. Look At Me. 2009.
- Интервью с Ириной Меглинской. Теории и практики, 2011.